# Dobbeltgængeren (film fra 1910)
 For alternative betydninger, se Dobbeltgængeren (flertydig). (Se også artikler, som begynder med Dobbeltgængeren)
Dobbeltgængeren er en dansk stum detektivfilm fra 1910 produceret af Nordisk Films Kompagni og instrueret af Holger Rasmussen efter manuskript af Gustav Lund.
Filmen blev i engelsktalende lande distribueret som The Count's Double og i tysktalende lande som Die verräterische Cigarette. 

## Handling
En tyveknægt klæder sig ud som greven for at skaffe sig adgang til dennes villa og stjæle en værdifuld halskæde. Kan Sherlock Holmes opspore gerningsmanden og bringe smykket tilbage til sin ejermand?

## Medvirkende
- Aage Hertel, Harry Taxon, bedrager
- Victor Fabian, Bedragerens kumpan
- Otto Lagoni, Manden
- Einar Zangenberg, Detektiven